# Imaginarium
Imaginarium fue una empresa juguetera española con una gran proyección a nivel internacional. Nacida en Zaragoza en 1992, a fecha 2 de abril de 2024 comunicó por redes sociales el cese total de negocio, así como la puesta offline de su web corporativa.

## Objetivos
En su publicidad aparecía "dedicada al juego y diversión de los niños", reuniendo una "colección de productos multisensoriales cuyo objetivo principal es potenciar el talento natural de los niños", estos productos "proponen una alternativa a la forma de jugar de los niños de hoy, aportando soluciones de juego real que equilibren el tiempo dedicado a las pantallas y que estimulan un juego más social, vitalista y de superación de retos para que los niños desarrollen todo su potencial como personas y, como consecuencia, sean más felices". Su diseño y marca propios, así como sus características dos puertas para mayores y pequeños, eran las señas identificativas de esta compañía en los numerosos países en los que estaba presente.

## Fechas clave en la historia de Imaginarium
- 1994-2002: Se abre la primera franquicia en Alicante. Ese mismo año se crea el Club Imaginarium, con la finalidad de mantener una relación más cercana con aquellas familias que comparten los valores de la marca.[4] El primer socio financiero, 3i, entra en el accionariado de la compañía.[5] Imaginarium inicia su andadura internacional[6] con la apertura de sus dos primeras máster franquicias en Portugal y Colombia.
- En 1999 la compañía amplía su presencia internacional abriendo sus primeras tiendas en Francia y Venezuela y en el año 2000 llega a Italia y Argentina, extendiéndose sólo un año después también a Uruguay. Ese mismo año se crea la web de Imaginarium www.imaginarium.es.
- En 2002 el accionariado se amplía con la entrada de L-Capital. Se abren las primeras tiendas en México, Suiza y Ecuador
- 2003 - 2005: Se inauguran las nuevas instalaciones centrales en la Plataforma Logística de Zaragoza (PLA-ZA) con un moderno centro logístico preparado para dar servicio de distribución a su cada vez más amplia red de tiendas[7]
- En 2003 Imaginarium entra en Andorra y Honduras.
- En el año 2004 crea la tarjeta de fidelización de los socios del Club Imaginarium[8] y la web de Imaginarium comienza a funcionar como tienda en línea.
- En 2004 constituye la filial de Hong Kong, que inicialmente comienza a funcionar como una oficina de I+D para ampliar su actividad en 2005 a través de la apertura de la primera tienda.
- En 2005 entra en Irlanda y Grecia.
- 2006 - 2008: Tanto 3i como L-Capital salen del accionariado de la compañía y entra el Grupo CAI (Caja de Ahorros de la Inmaculada).[9] Se abre la primera tienda en Turquía. Se inicia la actividad logística en la filial de Hong Kong y se amplía la presencia de la marca en Latinoamérica con la apertura de tiendas Imaginarium en Panamá, Perú y República Dominicana.
- En 2008 se pone en marcha el nuevo formato de tienda, que supera siempre los 150 metros cuadrados y combina eficacia y estética, con el fin de mejorar la experiencia del usuario[10]
- 2009 - 2010: La compañía entra en el mercado alemán con formato shop-in-shop en establecimientos de la cadena de grandes almacenes Karstadt[11]  También se abren las primeras tiendas en Rumanía e Israel consiguiendo presencia en 24 países. A finales de 2009, Imaginarium comienza a cotizar en el Mercado Alternativo Bursátil (MAB).[12]
- 2011: Imaginarium llega a un acuerdo con la marca francesa de moda infantil Vertbaudet, a través de la cual comercializa sus productos en Francia.[13] La presencia de Imaginarium llega a Rusia con un plan de expansión que le llevará a abrir 30 tiendas en durante el año 2012 y a sumar un total de 25 países.[14]
- 2012: Se inaugura las primeras tiendas en Bulgaria y Holanda con lo que se llega a tener representación en 27 países. Ese mismo año recibe el premio Best Customer Experience Award Spain 2012, en la categoría de distribución y productos infantiles.[15]
- 2012 - 2016.  Imaginarium continúa su expansión a nivel internacional y se abren nuevas tiendas en Bulgaria, Azerbaiyán, Polonia, Lituania, Letonia, República Checa, Emiratos Árabes y Catar. En 2015 se estrena un nuevo concepto de tienda, la tienda-taller, donde se reserva un espacio para el juego, las manualidades y la experimentación de los niños con los juguetes de la marca en el propio punto de venta.
- 2017. Imaginarium abre su primera tienda en Baréin. Este mismo año se firma la entrada de nuevos inversores en el capital de la compañía y se conforma un nuevo Consejo de Administración liderado por Federico Carrillo Zürcher.
- 2021. Anuncia que despedirá a la mayoría de sus empleados y mantendrá solo dos tiendas abiertas en España.[16]
- 2024. Cierre definitivo de Imaginarium.[17]
- 2024. Juguettos compra Imaginarium por el valor de 240.000 €.[18]

## Productos
Imaginarium creaba productos para niños de 0 a 7 años. Los productos eran revisados y puestos a prueba por expertos en infancia que permitía identificar en cada producto los valores y talentos que potencian en los niños.
Los productos estaban categorizados por edades y por el tipo de talento que desarrolla en los pequeños, de forma que es mucho más fácil para los padres encontrar lo que necesitan para sus hijos.[cita requerida]

## Negocios del Grupo

### Tiendas Imaginarium
Imaginarium utilizaba el visual merchandising de última generación en sus tiendas, lo que unido a un espacio de venta no inferior a 150 m² en el nuevo formato daba como resultado un mayor número de ventas y un menor gasto por metro cuadrado maximizando la rentabilidad.
De las 283 tiendas a finales del año 2017, la presencia internacional se elevaba hasta el 61% logrando un equilibrio entre el modelo de tienda propia y franquicia.
El concepto Imaginarium se reflejaba en las tiendas y en su doble puerta para niños y adultos.
A través de su Servicio de Atención al Invitado en diferentes idiomas, Imaginarium daba servicio a más de 100.000 invitados al año.